# 鈴木大地
鈴木 大地（すずき だいち、1967年3月10日 - ）は、日本の体育学者、水泳選手、政治家。自由民主党所属の参議院議員（1期）。学位は体育学修士（順天堂大学大学院・1993年）、博士（医学）（順天堂大学大学院・2007年）。順天堂大学大学院スポーツ健康科学研究科特任教授を経てスポーツ健康科学部副学部長兼教授に再就任。順天堂大学スポーツ健康医科学推進機構機構長。日本水泳連盟会長（2021年6月 - ）。アジア大学スポーツ連盟理事（2023年5月 - ）。千葉県習志野市出身。現在は東京都在住。
1988年ソウルオリンピック100m背泳ぎ金メダリスト。バサロ泳法で有名な選手である。
世界水泳連盟理事（2017年 - ）、アジア水泳連盟副会長（2016年 - ）。日本水泳連盟会長（2013年 - 2015年、2021年 - ）。スポーツ庁長官（初代）。などを歴任。

## 経歴

### 競泳選手時代
習志野市立大久保小学校2年生の時に地元の千葉アスレティックセンタースイミングスクール（CAC）で水泳を始める。全国SC大会で100メートル背泳ぎで銀メダルを獲得する。習志野市立第二中学校時代にスポーツクラブのセントラルスポーツで鈴木陽二に出会い、以後引退まで指導を受けることになる。船橋市立船橋高等学校に進学した。陸上競技指導者としてリクルートや積水化学で有森裕子や高橋尚子らを育てることになる小出義雄が市立船橋高等学校の保健体育教師として鈴木が在学中に在職しており、鈴木は小出の授業を受けたこともある。高校3年次在学中、1984年ロサンゼルスオリンピック代表に選ばれて出場し、100m背泳ぎ11位、200m背泳ぎ16位、400mメドレーリレーは決勝で失格という結果であった。1985年、市立船橋高校卒業とともに順天堂大学体育学部（現：スポーツ健康科学部）体育学科に進学する。
1986年、ソウル・アジア大会では100m背泳ぎ、400mメドレーリレーで金メダルを獲得した。1987年には第14回ユニバーシアード（ザグレブ）で、100m背泳ぎ、200m背泳ぎで金メダルを獲得した。400mメドレーリレーの第1泳者として、100mで1987年の世界最高記録をマークした。
1988年、ソウルオリンピックの100m背泳ぎに優勝し、日本競泳陣16年ぶりの金メダルを獲得した。決勝戦は、世界記録保持者で予選を1位で通過したアメリカのデビッド・バーコフ、200m金メダリストで予選を2位で通過した元世界記録保持者のソ連のイゴール・ポリャンスキーとの接戦となった（3人はいずれもバサロ泳法を使用）。最後は弧を描かず水面すれすれをリカバリーしてゴールタッチし、バーコフに0.13秒差をつけて優勝した。男子100m背泳では、1932年ロサンゼルスオリンピックの清川正二に次ぐ、日本人2人目の金メダリストであり、表彰式では当時IOC委員だった清川からメダルを授与された。この決勝で樹立した55秒05の日本記録は、その後の度重なるルール改正にもかかわらず、15年間、更新されることがなく、国内の選手にとって大きな壁となった。ソウルでは200m背泳ぎでは15位、400mメドレーリレーで5位に入賞している。
ソウルオリンピック金メダル獲得が評価され、日本スポーツ賞など多くの賞を受賞する。
1989年に順天堂大学卒業後、大学院体育学研究科体育学専攻に進む。1992年4月に現役を引退した。現役時代は公式な世界記録は樹立できなかったが、FINA競泳ワールドカップの50m背泳ぎで短水路世界最高記録（その当時はまだ公式種目ではなかった）を2回更新した経歴を持つ。また、1988年度の日本選手権水泳競技大会（兼オリンピック選考会）の100m自由形に出場して52秒35で優勝したことがあるほか、短水路ながらバタフライ50メートルや200m個人メドレーでも日本記録を樹立するなど得意としていた。

### 現役引退後（指導者時代）
1993年に順天堂大学大学院体育学専攻を修了した。1994年よりコロラド大学ボルダー校で客員研究員となる。1998年からは、日本オリンピック委員会から派遣される形でハーバード大学水泳部のゲストコーチを務めた。
2000年3月、日本に帰国し、母校である順天堂大学講師および水泳部監督を務める。この年、ジャパンオープンウォータースイムで順天堂大の東翔が優勝したことにより、日本一の監督となった。2006年、順天堂大学スポーツ健康科学部助教授に就任 2007年、順天堂大学医学部より健康関連イベント参加者の生活習慣と健康状態に関する研究をテーマにした分析で博士号を取得した（学位論文は松葉剛（医師、順天堂大学医学部）、白石安男（東京理科大学経営学部教授）との共同執筆）。オリンピック金メダリストで博士（医学）の学位を授与されたのは、鈴木と同じソウルオリンピックでレスリングフリースタイル52kg級に優勝した佐藤満に次いで日本では2人目である。
2009年、日本水泳連盟の理事に選出される。同年4月より、競泳委員会の委員に加え、オープンウォーター、生涯スポーツ、及び日本泳法の統括責任者となる。
2010年1月、世界アンチ・ドーピング機構のアスリート委員会委員に選出される。
2013年、順天堂大学スポーツ健康科学部スポーツ科学科コーチング科学コース教授に就任した。学外では日本オリンピック委員会アスリート委員会委員を退任する一方、日本水泳連盟会長、日本オリンピアンズ協会会長に就任した。
他に、世界オリンピアン協会 (WOA)理事、日本アンチドーピング機構理事を務めていた。公職以外ではオリンピックや世界水泳選手権などで解説者、講演者、執筆者として、また水泳教室での指導者としても活動していた。
2014年、日本選手権水泳競技大会（競泳）の大会ポスターに起用される。金メダルの瞬間、水面でガッツポーズをする写真に「うれしいに決まってます」という当時の優勝コメントを添えた図柄であった。

### 初代スポーツ庁長官
2015年、スポーツ庁長官、東京オリンピック・パラリンピック競技大会組織委員会理事に就任した。スポーツ庁長官は副業禁止の国家公務員にあたるため、他の役職は全て辞任している。
2016年10月、アジア水泳連盟副会長に就任した。2017年7月、国際水泳連盟理事に選出された。
2020年9月11日、5年間の任期満了にともない、スポーツ庁長官を9月末で退任することが閣議で決まった。後任は2004年アテネオリンピックハンマー投金メダリストで、東京オリンピック・パラリンピック大会組織委員会スポーツディレクターの室伏広治が務める。退任を控えた9月25日に記者会見を開き、「5年後、10年後にスポーツ庁をつくって良かったと言われるよう努めてきた」と述べる一方、本来なら2020年東京オリンピック・パラリンピックの終了後の退任となるはずだったが叶わなかったことを「何となく心残りもある」と表現した。最終登庁日となった9月30日には職員向けの挨拶をおこない、2020年東京オリンピック・パラリンピックの開催を見ずに退任することを「これもまた人生ということで前向きにとらえていきたい」と述べた。
なお、退任と前後して、故郷の千葉県で2021年3月に行われる知事選挙に鈴木を擁立させることを自由民主党千葉県連が検討しており、鈴木自身も一時立候補に意欲を見せていた。しかし、地元選出議員の石井準一を始め、スポーツ庁長官就任の際に尽力した森喜朗などから反対や難色を示す声があった。これらを受けて、同選挙への出馬を断念することを2020年10月に明らかにした。

### スポーツ庁長官退任後
2020年、順天堂大学大学院スポーツ健康科学研究科特任教授を経てスポーツ健康学部副部長・教授に就任した。
2021年、順天堂大学スポーツ健康医科学推進機構機構長に就任した。
同年、「世界を驚かせた。鈴木氏は、困難と考えられていた金メダルを獲得した」と選考され、国際水泳殿堂に殿堂入りした。
2021年6月、日本水泳連盟会長に就任した。
2022年、AICJ中・高等学校の理事長に就任した。
2023年5月、アジア大学スポーツ連盟の理事に就任した。任期は2027年までの4年間である。
2023年11月、国際大学スポーツ連盟（FISU）理事に就任した。任期は4年間である。
2025年5月26日、自由民主党東京都連は夏の第27回参議院議員通常選挙の東京都選挙区に鈴木を擁立する方針を決めた。
2025年7月20日に執行された第27回参議院議員通常選挙の自民党公認候補として東京都選挙区に立候補し、772,272票を獲得して初当選。
この得票数は、当選した候補者の中では全国2位の得票数を記録した。

## 出演番組

### テレビ

#### 現在
日替わり（月１回準レギュラー）
- めざまし8

週替わり（月１回準レギュラー）
- シューイチ

## バサロ泳法について
「黄金の足を持つ」と言われた、バサロキックのパイオニアである。鈴木のバサロは25m潜行（21回キック）であったが、ソウルオリンピックの決勝では30m潜行（27回キック）とした。鈴木が30m潜行のバサロキックをしてからは、潜行距離は10m（鈴木が引退してからは12.5m（スタートとターンを合わせると25m）)までという制限がルールの中に付け加えられた。その代わり、更なるルール改正で背泳ぎにクイックターンを認めることになり、次の1992年バルセロナオリンピックまでに、100mで1秒5近く、200mで3秒ほど、競技全体としては記録が大幅に短縮した経緯がある。なお、その後、さらなるルール改正があり、現在では潜行距離は15m（スタートとターンを合わせると30m）まで認められている。

## ソウル五輪優勝とその影響
ソウルオリンピックの決勝では「優勝はまず難しいだろう。なんとかメダルを獲得してくれれば」という大方の予測・悲観的希望を覆した。1960年代 - 1980年代の日本の競泳界は、外国勢が飛躍的な記録の更新を続けたのに対し、水没泳法の禁止といった国際ルールの壁に苦戦を強いられるなど、まさに冬の時代にあった（平泳ぎでは高橋繁浩や長崎宏子ら、世界のトップクラスに入る選手はいたが、オリンピックでのメダル獲得はならなかった）。かつての水泳王国は影をひそめ、オリンピックでは決勝はもとよりコンソレーションファイナル（順位決定戦（現在で言うところの準決勝に相当する。準決勝を開催しない代わりにコンソレ方式が採用されていた時期がある））進出さえ困難な状況が続き、長らく低迷・沈滞し続けていた。そのような中で、鈴木がソウルオリンピックで金メダルを獲得したことは、1972年ミュンヘンオリンピックの青木まゆみ・田口信教以来16年ぶりの金メダル獲得（メダルとしても16年ぶり）の快挙となり、日本の競泳を復活させる大きなきっかけになった。古橋廣之進（当時、日本水泳連盟会長）は、鈴木の金メダルに｢もう一度日本の水泳を復活させたい」と涙していた。
なお、金メダル獲得直後、関係者以外入室厳禁のドーピング検査室を、厳しい検問をどう切り抜けたのか、当時テレビレポーターだった長嶋茂雄が訪問、検査に何か不正をしに来たと思われ、あやうく金メダルを剥奪されるところだったという。

## 人物
私生活では離婚と再婚を経験している。2児の父親。
2016年7月31日投開票の東京都知事選挙に際し、一部で出馬が取り沙汰されたが、「やりかけのプロジェクトがあるし、途中で投げ出すわけにはいかない」と否定し、ソウル五輪での自身の優勝タイム55秒05を引き合いに「出馬は5505%ない」と発言した。
幼少期は相撲が好きであり、輪島や北の湖の熱戦を祖父とともにテレビで見ては、「どうしたらあのような巨体になれるのか」と、力士と自分とでは住む世界が違うように感じていた。
中学校時代までは競泳選手であった貴ノ花利彰とは交流があり、二子山時代に会食をした際に「あなたは実業家になったらいい。水泳じゃ食っていけないだろう」と言われた。
2017年に行われた、経営コンサルタントで相撲記事の執筆も行っている斎藤ますみとの対談では、「相撲が子供たちのいじめ防止に繋がるのでは?」という意見に対して「顔を張られて鼻血を出して土俵を降りる大相撲力士の姿が暴力的なイメージに見えるので、正直子供に相撲を勧めたい気持ちは起こりにくくなる」と返している。
野球の始球式では、左投げ（2016年の横浜DeNAベイスターズ主催試合）と右投げ（2018年の第90回記念選抜高等学校野球大会開幕試合）の両方を経験している。
2021年3月21日投開票の千葉県知事選挙に際し、一部で出馬が取り沙汰されたが、出馬は辞退した。
近視であるため、1988年のソウル五輪で優勝した際には、掲示板に近づいて、優勝したのがやっと分かったという。

## 著作

### 著書
- 『スイミング・エクササイズ―スイミングを科学するエクササイズ・ブック 』大泉書店、1997年
- 『スイミング入門』大泉書店、1998年
- 『日本人の誰でも泳げるようになる本』中経出版、2000年（藤本秀樹と共編著）
- 『スイミングQ＆A教室（背泳ぎ編）お悩み解決』ベースボール・マガジン社、2004年
- 『誰もがすいすい泳げる本』中経出版、2007年（藤本秀樹と共編著）
- 『保健衛生と健康スポーツ科学』篠原出版新社、2006年（稲葉裕、白石安男、丸山克俊、高橋卓也、松葉剛、助友裕子、高井茂、元永拓郎、安松幹展との共著）
- 『鈴木大地メソッド』毎日新聞社、2014年
- 『僕がトップになれたのは人と違うことをしてきたから』マガジンハウス、2014年

### 訳書
- E.W.マグリシオ『スイミング・ファステスト』ベースボール・マガジン社、2005年（高橋繁浩と共訳）

## 選挙歴
| 当落 | 選挙                     | 執行日         | 年齢 | 選挙区       | 政党       | 得票数     | 得票率 | 定数 | 得票順位 /候補者数 | 政党内比例順位 /政党当選者数 |
| ---- | ------------------------ | -------------- | ---- | ------------ | ---------- | ---------- | ------ | ---- | ------------------ | ---------------------------- |
| 当   | 第27回参議院議員通常選挙 | 2025年07月20日 | 58   | 東京都選挙区 | 自由民主党 | 77万2272票 | 11.09% | 7    | 1/32               | /                            |